# ماگنوشو
ماگنوشو (به لاتین: Magnuszew) یک روستا در لهستان است که در گمینا ماگنوشو واقع شده‌است. ماگنوشو ۸۰۰ نفر جمعیت دارد.